# Christina Aguilera (album)
Christina Aguilera è il primo album in studio della cantante statunitense Christina Aguilera, pubblicato il 24 agosto 1999 dalla RCA Records.
Trainato dal successo del singolo Genie in a Bottle, l'album ha riscosso un grande successo tanto da far vincere alla Aguilera un Grammy Award come "Best new artist". Gli altri singoli estratti sono stati What a Girl Wants, I Turn to You e Come on Over (All I Want Is You) Nell'album è incluso anche il brano Reflection, facente parte della colonna sonora del film Disney Mulan.
Il disco ha raggiunto la vetta delle classifiche di Canada e Stati Uniti e alte posizioni nei restanti paesi in cui è stato pubblicato e ha venduto circa 14 milioni di copie in tutto il mondo, il che lo rende tuttora l'album di maggior successo della Aguilera.

## Singoli
- Genie in a Bottle - Primo singolo dell'album e brano di debutto dell'Aguilera; è stato pubblicato il 22 giugno 1999. Il brano ha ricevuto due dischi di platino[18] e ha raggiunto la posizione numero 1 negli Stati Uniti.[19]
- What a Girl Wants - Secondo singolo dell'album, pubblicato il 28 dicembre 1999, è diventato il secondo singolo dell'Aguilera a raggiungere la posizione numero 1 nella Billboard Hot 100.[19]
- I Turn to You - Terzo singolo, pubblicato il 1º aprile del 2000. Ha raggiunto la posizione numero 3 della Billboard Hot 100 rimanendo in questa posizione per cinque settimane[19] e la numero 19 nel Regno Unito.[20]
- Come on Over (All I Want Is You) - Quarto ed ultimo singolo estratto dall'album, pubblicato il 26 settembre 2000; è il terzo brano della Aguilera a raggiungere la posizione numero 1 nella Hot 100.[19] Anche la versione spagnola del brano ha avuto grande successo, diventando il primo singolo della Aguilera a raggiungere la posizione numero 1 della Billboard Hot Latin Songs.[19]

## Tracce
CD (RCA 07863 67690-2 (BMG) / EAN 0078636769028)
1. Genie in a Bottle – 3:36 (Steve Kipner, David Frank, Pam Sheyne)
2. What a Girl Wants – 3:52 (Shelly Peiken, Guy Roche)
3. I Turn to You – 4:33 (Diane Warren)
4. So Emotional – 4:00 (Tom Snow, Franne Golde)
5. Come on Over (All I Want Is You) – 3:09 (Ron Fair, Shelly Peiken, Guy Roche, Johan Åberg, Paul Rein, C. Blackmoon, R. Cham, Eric Dawkins, Christina Aguilera)
6. Reflection – 3:33 (Matthew Wilder, David Zippel)
7. Love for All Seasons – 3:59 (Evan Rogers, Carl Sturken)
8. Somebody's Somebody – 5:03 (Diane Warren)
9. When You Put Your Hands On Me – 3:35 (Robin Thicke, James Gass)
10. Blessed – 3:05 (Travon Potts, Brock Walsh)
11. Love Will Find A Way – 3:56 (Evan Rogers, Carl Sturken)
12. Obvious – 4:00 (Heather Holley)

Edizione speciale
1. Genie in a Bottle (Flavio vs. Mad Boris Remix) – 6:31
2. What a Girl Wants (Eddie Arroyo Dance Radio Edit) – 4:05
3. I Turn to You (Thunderpuss Remix) – 4:21
4. Genio atrapado (Remix) – 4:38
5. Don't Make Me Love You – 3:39
6. Come on Over (All I Want Is You) (Radio Edit) – 3:10

Edizione giapponese
1. We're a Miracle – 4:09
2. Don't Make Me Love You – 3:39

Edizione per il mercato sudamericano
1. Genio atrapado – 4:35

## Classifiche

### Classifiche settimanali
| Classifica (1999-01) | Posizione massima |
| -------------------- | ----------------- |
| Australia            | 21                |
| Austria              | 15                |
| Belgio (Fiandre)     | 19                |
| Canada               | 1                 |
| Finlandia            | 36                |
| Francia              | 44                |
| Germania             | 13                |
| Giappone             | 34                |
| Irlanda              | 43                |
| Norvegia             | 28                |
| Nuova Zelanda        | 5                 |
| Paesi Bassi          | 21                |
| Polonia              | 37                |
| Regno Unito          | 14                |
| Stati Uniti          | 1                 |
| Svezia               | 60                |
| Svizzera             | 5                 |

### Classifiche di fine anno
| Classifica (1999) | Posizione |
| ----------------- | --------- |
| Stati Uniti       | 39        |
| Classifica (2000) | Posizione |
| Australia         | 44        |
| Belgio (Fiandre)  | 96        |
| Nuova Zelanda     | 25        |
| Regno Unito       | 88        |
| Stati Uniti       | 8         |
| Classifica (2001) | Posizione |
| Stati Uniti       | 96        |